# Dean Ashton
Dean Ashton (Swindon, 24 de novembro de 1983) é um ex-futebolista inglês.

## Carreira
Fez mais de 240 jogos como atacante somando a Football League e a Premier League por Crewe Alexandra, Norwich City e West Ham United, tendo também atuado pela Inglaterra. Reconhecido por ser um ponta de lança bastante viril, típico "matador", viu a sua carreira frustrada por uma série de sucessivas lesões.
No período entre 2006 e 2009, várias lesões o atrapalharam. Em sua última temporada como profissional, 2009-10, não atuou em sequer uma partida. Aposentou-se definitivamente do futebol profissional no dia 11 de Dezembro de 2009, aos 26 anos, após falhar em sua recuperação de mais uma grave lesão no tornozelo, o que levaria mais alguns meses.

### Seleção inglesa
Ashton passou pelas camadas jovens da Inglaterra, onde atingiu um impressionante rácio de gols por jogo. Em Agosto de 2006, Ashton foi chamado pela primeira vez para a seleção principal de Inglaterra para um amigável contra a Grécia, fazendo parte da primeira convocação do então novo treinador inglês Steve McClaren.
Porém, um dia antes do jogo, o avançado sofreu durante o treino uma pancada forte de Shaun Wright-Phillips, que resultou num tornozelo partido, falhando a oportunidade de estrear pela seleção contra os gregos. Em consequência desta lesão ficou sem jogar durante mais de um ano e ausentou-se durante toda a temporada 2006-2007 pelo West Ham United.
Foi novamente convocado num jogo contra a Estónia. Contudo, poucos dias depois, foi anunciado que estaria fora dos gramados por seis semanas devido a uma ruptura de ligamentos no joelho, forçando-o a falhar pela segunda vez a sua estreia pela seleção. Em maio de 2008, Ashton foi chamado pelo sucessor de McClaren, Fabio Capello, para os jogos amistosos contra os Estados Unidos da América e Trinidad e Tobago.
Finalmente fez a sua estreia e único jogo internacional pela seleção inglesa principal, cerca de dois anos depois da primeira chamada, na partida contra Trinidad e Tobago, no dia 1 de Junho de 2008. Devido à uma precoce aposentadoria, Ashton não disputou nenhum torneio profissional com o English Team.

## Estatísticas

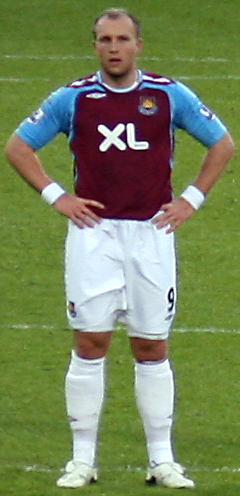
Ashton numa partida contra o Everton, em Dezembro de 2007.

### Clubes
| Clube             | Temporada | Liga  | Liga | FA Cup | FA Cup | Copa da Liga | Copa da Liga | Outras competições | Outras competições | Total | Total |
| Clube             | Temporada | Jogos | Gols | Jogos  | Gols   | Jogos        | Gols         | Jogos              | Gols               | Jogos | Gols  |
| ----------------- | --------- | ----- | ---- | ------ | ------ | ------------ | ------------ | ------------------ | ------------------ | ----- | ----- |
| West Ham United   | 2009–10   | 0     | 0    | 0      | 0      | 0            | 0            | 0                  | 0                  | 0     | 0     |
| West Ham United   | 2008–09   | 4     | 2    | 0      | 0      | 1            | 0            | 0                  | 0                  | 5     | 2     |
| West Ham United   | 2007–08   | 31    | 10   | 2      | 0      | 2            | 1            | 0                  | 0                  | 35    | 11    |
| West Ham United   | 2006–07   | 0     | 0    | 0      | 0      | 0            | 0            | 0                  | 0                  | 0     | 0     |
| West Ham United   | 2005–06   | 11    | 3    | 5      | 3      | 0            | 0            | 0                  | 0                  | 16    | 6     |
| Total             | 2006–08   | 46    | 15   | 7      | 3      | 3            | 1            | 0                  | 0                  | 56    | 19    |
| Norwich City      | 2005–06   | 28    | 10   | 0      | 0      | 2            | 1            | 0                  | 0                  | 30    | 11    |
| Norwich City      | 2004–05   | 16    | 7    | 0      | 0      | 0            | 0            | 0                  | 0                  | 16    | 7     |
| Total             | 2005–06   | 44    | 17   | 0      | 0      | 2            | 1            | 0                  | 0                  | 46    | 18    |
| Crewe Alexandra   | 2004–05   | 24    | 18   | 0      | 0      | 3            | 2            | 0                  | 0                  | 27    | 20    |
| Crewe Alexandra   | 2003–04   | 44    | 19   | 1      | 0      | 2            | 1            | 0                  | 0                  | 47    | 20    |
| Crewe Alexandra   | 2002–03   | 38    | 9    | 2      | 2      | 1            | 0            | 3                  | 5                  | 44    | 16    |
| Crewe Alexandra   | 2001–02   | 32    | 7    | 4      | 3      | 1            | 0            | 0                  | 0                  | 37    | 10    |
| Crewe Alexandra   | 2000–01   | 21    | 8    | 2      | 0      | 0            | 0            | 0                  | 0                  | 23    | 8     |
| Total             | 2000–05   | 159   | 61   | 9      | 5      | 7            | 3            | 3                  | 5                  | 178   | 74    |
| Total na carreira | 2000–08   | 249   | 93   | 16     | 8      | 12           | 5            | 3                  | 5                  | 280   | 111   |